# Krahberg
Krahberg (tyska: Grabberg, Langetsberg) är ett berg i Österrike.   Det ligger i distriktet Landeck och förbundslandet Tyrolen, i den västra delen av landet, 400 km väster om huvudstaden Wien. Toppen på Krahberg är 2 212 meter över havet, eller 84 meter över den omgivande terrängen. Bredden vid basen är 0,63 km.
Terrängen runt Krahberg är huvudsakligen bergig. Närmaste större samhälle är Zams, 3,1 km väster om Krahberg. 
I omgivningarna runt Krahberg växer i huvudsak barrskog. Runt Krahberg är det ganska glesbefolkat, med 27 invånare per kvadratkilometer.